# Tragasables

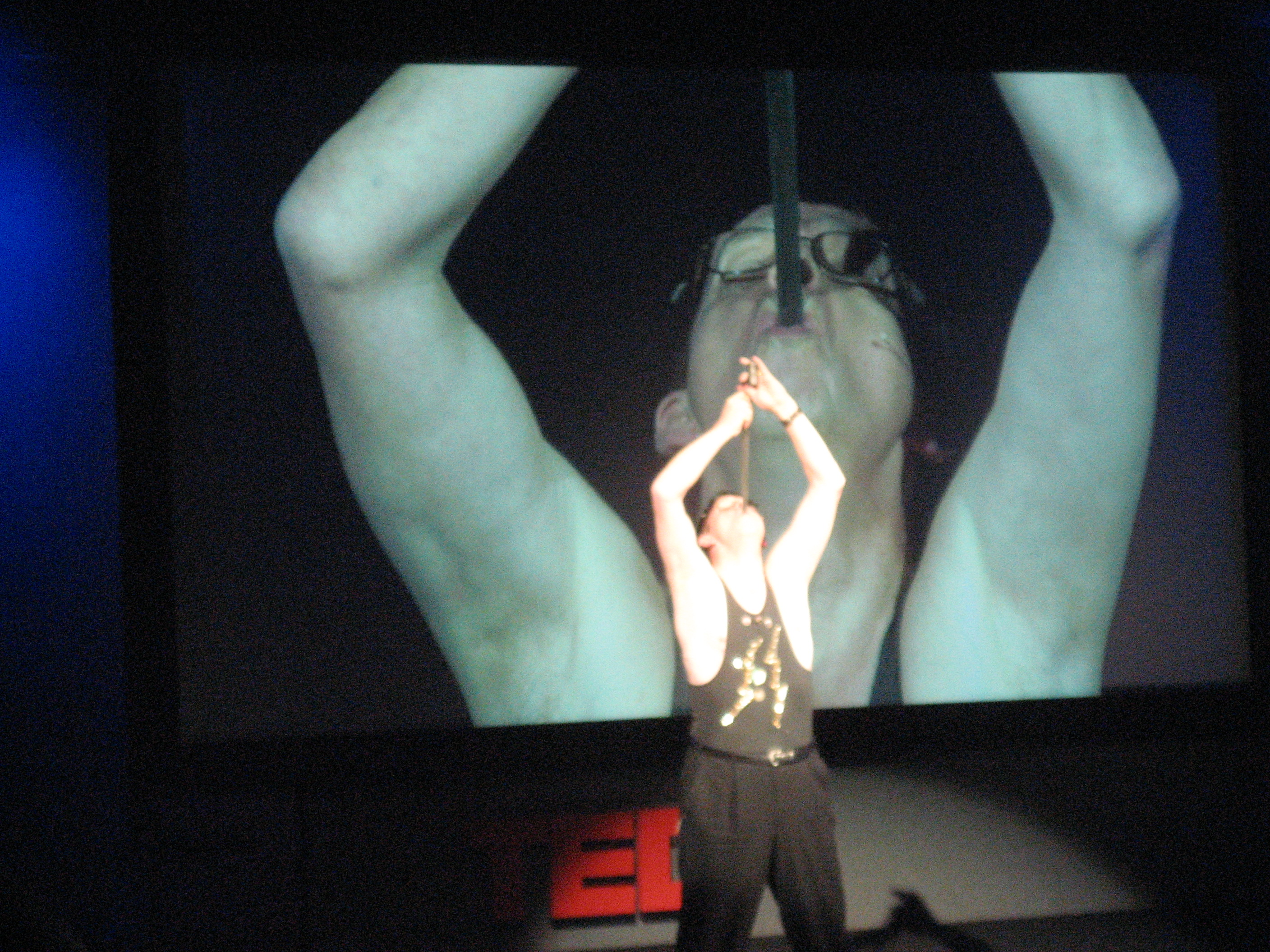
Ejemplo de tragasables: Hans Rosling de la Fundación Gapminder.

El tragasables es un tipo de artista circense cuyo número consiste en introducirse largos sables u otros objetos cortantes por la boca. El arma se introduce realmente hasta el nivel del estómago, sin trucos, tal como se demuestra por las placas de rayos X realizados a los artistas.
El origen de los tragasables se sitúa en la India, hacia el año 2000 a. C., cuando los fakires y chamanes desarrollaron esta habilidad junto con la capacidad de superar otras pruebas ascéticas, tales como domar serpientes o caminar sobre brasas ardiendo. De la India pasó a China y de ahí a Grecia y a Roma. En la Edad Media, los juglares y artistas recorrían las calles de Europa representando su número en las esquinas y participando en festivales. Actualmente, la actividad de los tragasables ha quedado prácticamente circunscrita a los circos y espectáculos similares.